# Tumala Mountain
Der Tumala Mountain ist ein Berg und Teil der Clackamas Foothills in der Nähe des Mount Hood im US-Bundesstaat Oregon. Er ist Teil der Kaskadenkette.

## Lage
Er befindet sich im Mount Hood National Forest. Die nächste größere Stadt ist Mount Hood Village.

## Daten
Der Gipfel hat eine Höhe von 1455 m.

## Name
Im Jahr 2007 benannte das United States Board on Geographic Names den Berg um, der zuvor Squaw Mountain hieß. Das Wort „Squaw“ war anstößig. Das Wort Tumala bedeutet in Chinook Wawa „Morgen“ oder „Leben nach dem Tod“.

## Attraktionen
Am Berg gibt es mit der Squaw Mountain Ranch einen Campingplatz.

### Filme
Der Berg, beziehungsweise die Squaw Mountain Ranch, war ein Drehort des Films Leave No Traces.